# Olgania
Genre
Olgania est un genre d'araignées aranéomorphes de la famille des Anapidae.

## Distribution
Les espèces de ce genre sont endémiques de Tasmanie en Australie.

## Liste des espèces
Selon World Spider Catalog (version 17.5, 23/11/2016) :
- Olgania cracroft Rix & Harvey, 2010
- Olgania eberhardi Rix & Harvey, 2010
- Olgania excavata Hickman, 1979
- Olgania troglodytes Rix & Harvey, 2010
- Olgania weld Rix & Harvey, 2010

## Publication originale
- Hickman, 1979 : Some Tasmanian spiders of the families Oonopidae, Anapidae and Mysmenidae. Papers and Proceedings of the Royal Society of Tasmania, vol. 113, p. 53-79.